# Annick Massis
Pour les articles homonymes, voir Massis.
 (mai 2012).
Si vous disposez d'ouvrages ou d'articles de référence ou si vous connaissez des sites web de qualité traitant du thème abordé ici, merci de compléter l'article en donnant les références utiles à sa vérifiabilité et en les liant à la section « Notes et références ».
Annick Massis est une artiste lyrique (soprano) française. 
Elle s'est forgée une réputation de belcantiste en interprétant sur scène les œuvres de Vincenzo Bellini (La sonnambula, I puritani, I Capuleti e i Montecchi), Gaetano Donizetti (Maria di Rohan, La Fille du régiment, Francesca di Foix, Elvida, et surtout Lucia di Lammermoor qu'elle interprète dans plus de douze productions différentes en version originale et française), Gioachino Rossini (Il barbiere di Siviglia, Matilde di Shabran, Le Comte Ory, Tancredi, L'inganno felice, Il viaggio a Reims) ou encore Giacomo Meyerbeer (Les Huguenots et Margherita d'Anjou), ainsi que celle de Giovanni Pacini et Saverio Mercadante au disque.

## Biographie

### Jeunesse et études
Annick Massis naît dans une famille d'artistes : sa mère est une cantatrice spécialisée dans l'opérette et son père baryton au sein du Chœur de Radio France. Elle obtient une double licence en histoire et en anglais à l'université puis travaille comme institutrice jusqu'à l'âge de 28 ans.

### Carrière
Annick Massis fait ses débuts de cantatrice professionnelle en 1991 à Toulouse, dans des œuvres de Mozart tant  sacrées (le Requiem, l’Exsultate, jubilate, la Grande messe en ut mineur), qu'opératiques (Die Entführung aus dem Serail, Le nozze di Figaro, La finta giardiniera).
Très tôt remarquée par le chef Marc Minkowski, elle enregistre avec lui un vaste répertoire qui court de Rameau (Hippolyte et Aricie en 1994, Anacréon l'année suivante) et Haendel (Motets latins, La resurezzione), à Rossini (L'inganno felice en 1996) et Boieldieu (La Dame blanche en 1996). 
Le 8 janvier 1996, sur France Culture, dans la série Sur un air d'opéra des Nuits Magnétiques, l'émission Le Chef et la Soprano produite par Catherine Soullard, dresse son portrait.
Ses débuts internationaux datent de 1997, au Festival de Glyndebourne dans le rôle de la comtesse Adèle de Formoutiers du Comte Ory de Rossini, puis dans Lucia di Lammermoor de Donizetti au théâtre des Arts de Rouen. Elle interprète ce rôle sur de nombreuses scènes comme le Metropolitan Opera de New York, le Staatsoper de Vienne, le Liceu de Barcelone, l'Opéra de Nice, le Concertgebouw d'Amsterdam, le Capitole de Toulouse et également en Italie à l'Opéra de Rome.
En septembre 1998, Annick Massis interprète Ophélie, Hamlet d’Ambroise Thomas au Washington Concert Opera en remplaçant au pied levé, Ruth Ann Swenson (en) souffrante. Suivent Lucia di Lammermoor et Leila, dans Les Pêcheurs de perles de Georges Bizet au Capitole de Toulouse. En 1999, elle aborde le rôle d’Elvira dans I puritani de Bellini à l'Opéra d’Avignon puis retrouve Le Comte Ory au Corum de Montpellier. En juin, elle chante Lucia di Lammermoor avec le Metropolitan Opera Orchestra dans le New Jersey et à Staten Island, puis apparaît à la 30e Night of the Proms au Royal Albert Hall de Londres dans des extraits de Hamlet et des Pêcheurs de perles. Elle chante enfin sa première Giulietta de I Capuleti e i Montecchi de Bellini à l’Avery Fischer Hall de New York, aux côtés de Vesselina Kasarova et Gregory Kunde. En décembre, elle fait ses débuts au Liceu de Barcelone avec Lucia di Lammermoor dans la production de Graham Vick.

### Années 2000
En avril 2000, elle chante sa première Amina dans La sonnambula de Bellini pour ses débuts au Teatro Real de Madrid sous la direction de Richard Bonynge puis fait ses débuts dans Marie de La Fille du régiment de Donizetti, pour l’Opéra de Bordeaux. En juin, elle est au théâtre des Champs-Élysées pour L'Amour masqué d’André Messager. En septembre 2000, Annick Massis est à l'Opéra Garnier pour Les Indes galantes de Rameau (rôles d’Hébé et Fatime) dans la production d’Andrei Serban sous la direction de William Christie. En décembre, elle chante sa première Gilda dans Rigoletto de Verdi à Saint-Étienne. 
En janvier 2001, elle chante à nouveau Ophélie d'Hamlet au Teatro Regio de Turin. Il s’agit des premières représentations scéniques en français de l’œuvre sur une scène italienne depuis la création in loco en 1881. En février, elle est en récital au Covent Garden de Londres (Linbury Studio Theater), avec des extraits de Tancredi, Semiramide, La Gazza ladra (« La Pie voleuse »). Elle enchaîne en mars et avril avec deux productions pour le Capitole de Toulouse : Le Comte Ory de Rossini dans la production de Jérôme Savary, Rockwell Blake dans le rôle-titre et Mignon d’Ambroise Thomas où elle retrouve le rôle de Philine. En juin, elle chante sa première Amenaïde, Tancredi de Rossini pour l’Opéra de Marseille.
En 2001, Christoph Eschenbach contacte Annick Massis pour un remplacement au pied levé de la soprano devant assurer les parties solistes du Martyre de Saint Sébastien de Claude Debussy, salle Pleyel à Paris. Après la Grande messe en ut mineur de Mozart à Gênes , elle est au Grand-Théâtre de Genève pour le rôle-titre de Maria di Rohan de Donizetti. En décembre, elle chante à nouveau La sonnambula sous la direction d’Alberto Zedda à l’Opéra royal de Wallonie et au Théâtre impérial de Compiègne. L’année se clôt par un récital de bel canto à Strasbourg. Annick Massis y aborde des extraits de Semiramide, Norma, I puritani, La sonnambula, La traviata et Rigoletto. En février, elle est à la salle Pleyel pour le rôle d’Annette dans la version française de Der Freischütz de Carl Maria von Weber (adaptée par Hector Berlioz sous la direction de Christoph Eschenbach. En avril, elle fait ses débuts au Benedum Center Opéra de Pittsburgh dans Lucia di Lammermoor aux côtés de Rolando Villazón. En mai, elle chante Mademoiselle Silberklang dans Der Schauspieldirektor de Mozart pour ses débuts au festival de La Corogne. En juin, elle enregistre Andromède de Persée et Andromède de Jacques Ibert sous la direction de Jan Latham-Koenig. En juillet, elle retrouve Rolando Villazón pour Lucia di Lammermoor au festival d’Antibes, puis un concert Rossini au festival de Lacoste avec des extraits de La cambiale di matrimonio, Tancredi, L'italiana in Algeri et Il barbiere di Siviglia.
En septembre 2002, Annick Massis est en concert à Aix-les-Bains avec des extraits de Semiramide, Norma et La sonnambula. Elle est ensuite à Florence avec l’Orchestre du Maggio Fiorentino sous la direction d’Ivor Bolton pour la Grande messe en ut mineur de Mozart. En octobre, la soprano entame une collaboration avec le label Opera Rara. Elle grave le rôle-titre de Margherita d’Anjou de Meyerbeer sous la direction de David Parry, puis l'interprète en concert au Royal Festival Hall de Londres. En décembre, elle fait ses débuts au Metropolitan Opera de New York dans Lucia di Lammermoor. La dernière soprano française à avoir chanté ce rôle au Metropolitan était Lily Pons dans les années 1950. En février 2003, Annick Massis retrouve Le Comte Ory à l’Opéra-Comique de Paris. En avril, Christoph Eschenbach lui offre le rôle de Teresa dans Benvenuto Cellini de Berlioz au théâtre Mogador. En juin, elle est en tournée au Japon avec Amenaide de Tancredi de Rossini.
Après quelques concerts baroques et de musique sacrée de Mozart et Haydn, le début de la saison 2003-2004 voit une série de représentations de Lucia di Lammermoor à l’Opéra de Nice, suivi d’un récital salle Gaveau avec des pages d'Attila, I vespri siciliani, Lucia di Lammermoor, Semiramide, Maria di Rohan et Roméo et Juliette. En décembre, elle fait ses débuts à La Monnaie de Bruxelles dans un programme Berlioz, Viardot, Debussy et Strauss[Lequel ?]. 
En janvier 2004, elle est au théâtre des Champs-Élysées pour le rôle-titre de Semele de Haendel dans une production de David McVicar. En février, elle enregistre à Londres Elvida et Francesca di Foix de Donizetti sous la direction d'Antonello Allemandi. En avril, après un reportage-portrait pour Musiques au cœur d’Ève Ruggieri, Annick Massis débute à La Fenice de Venise dans Les Pêcheurs de perles, sous la direction de Marcello Viotti et dans une mise en scène de Pier Luigi Pizzi. En juin, elle débute à l’Opernhaus et Festspiele de Zürich dans le rôle de la reine Alphise des Boréades de Rameau avec Marc Minkowski dans une mise en scène de Laurent Pelly. Après l’ouverture du festival d’Antibes en concert, elle chante pour la première fois au Rossini Opera Festival de Pesaro dans le rôle-titre de Matilde di Shabran de Rossini aux côtés de Juan Diego Flórez. En octobre, elle interprète sa première Traviata à l’Opéra de Pittsburgh à l’invitation de John Mauceri. Elle se rend ensuite à l’Opernhaus de Zürich pour une série de représentations de Lucia di Lammermoor  dans la mise en scène de Robert Carsen. 
En janvier 2005, après avoir chanté la Symphonie no 9 de Beethoven à Paris sous la baguette de Yutaka Sado, elle fait ses débuts à la Scala de Milan dans  Rinaldo de Haendel (rôle d’Almirena). En mai, elle est en tournée au Japon avec La Fenice pour Les Pêcheurs de perles dans la production de Pier Luigi Pizzi. En juin, elle chante ses premières Marguerite de Valois dans Les Huguenots de Meyerbeer à l’Opéra royal de Wallonie. En été, elle ouvre le Festival d’Antibes avec La Messe de Chimay de Luigi Cherubini et reçoit en Italie la « Siola d'oro », décerné par la critique italienne, prix à la mémoire de la soprano colorature Lina Pagliughi récompensant des cantatrices défendant le répertoire romantique italien et français. Annick Massis fait ainsi suite à Mariella Devia, June Anderson et Joan Sutherland. En septembre 2005, elle est aux côtés de Mariella Devia et Raina Kabaivanska pour une soirée hommage à Pier Luigi Pizzi au Teatro de la Fenice. Elle débute ensuite au Concertgebouw d’Amsterdam avec Le Comte Ory de Rossini, puis chante la princesse Eudoxie dans La Juive d'Halévy  à la Fenice. En décembre, elle fait ses débuts au Staatsoper de Vienne avec Lucia di Lammermoor. 
En janvier 2006, elle chante la Grande messe en ut mineur de Mozart au Communale de Florence sous la direction de Zubin Mehta. Elle se rend ensuite à Genève où elle chante Ophélie dans Hamlet sous la direction de Michel Plasson. En mai, elle interprète à Paris La Chute de la maison Usher de Claude Debussy. Elle consacre les mois de juin et juillet à la prise de rôle de Giunia dans Lucio Silla de Mozart d’abord à la Fenice puis pour ses débuts au Festival de Salzbourg. Après des concerts au Festival de Fénétrange et au Concertgebouw d’Amsterdam, elle opère des débuts au Deutsche Oper Berlin dans La sonnambula aux côtés de Juan Diego Flórez. Elle chante ensuite Les Pêcheurs de perles pour ses débuts au Vlaamse Oper (Gand et Anvers) avant d'accepter une invitation du Staatsoper de Vienne pour ses premières Traviata européennes dans la reprise de la production d’Otto Schenk. En décembre, salle Pleyel, elle chante les Szenen aus Goethes Faust de Robert Schumann sous la direction de Christoph Eschenbach puis Juliette dans Roméo et Juliette de Charles Gounod au Staatsoper de Vienne et Eudoxie dans La Juive à l’Opéra Bastille. Annick Massis débute au Teatro Regio de Trieste dans le rôle de Donna Anna du Don Giovanni de Mozart. Après des concerts Poulenc à Pleyel avec Jean-Claude Casadesus, elle débute aux Arènes de Vérone dans le rôle de Rosina duBarbiere di Siviglia de Rossini sous la direction de Claudio Scimone.
Lors de la saison 2007 - 2008, elle est au Metropolitan Opera pour une nouvelle production de Lucia di Lammermoor dirigée par James Levine. Elle débute à l’Opéra de Monte-Carlo en reprenant Donna Anna dans Don Giovanni de Mozart. Elle chante la version française de Lucie de Lammermoor au Concertgebouw d’Amsterdam, puis Les Pêcheurs de perles à Trieste et Udine. Après un récital à Moscou et une série de Sonnambula pour le Vlaamse Oper sous la direction de Rani Calderon et le Teatro municipale de Salerno sous la conduite de Daniel Oren, l’été la voit au Festival de La Corogne puis aux Thermes de Caracalla à Rome dans Lucia di Lammermoor.
Sa saison 2008 débute par des débuts à la Philharmonie de Berlin à l'invitation de Simon Rattle : elle y aborde pour la première fois L'Enfant et les Sortilèges de Maurice Ravel (le Feu et la Princesse) avec le flûtiste Emmanuel Pahud. Elle est au Concertgebouw d'Amsterdam pour un concert d'airs baroques de Rameau et Haendel avec le Concerto Köln. En décembre, elle interprète ses premières Traviata en Italie avec Franco Zeffirelli à la mise en scène et Daniel Oren à la direction musicale. Début 2009, Annick Massis interprète le quadruple rôle féminin (Olympia, Antonia, Giulietta et Stella) dans Les Contes d'Hoffmann de Jacques Offenbach à l'Opéra de Nice. Après une nomination aux Victoires de la musique, elle chante Gilda dans Rigoletto pour ses débuts au Teatro delle Muse à Ancone. En avril et mai, à la Scala de Milan, elle est la comtesse de Folleville dans Il viaggio a Reims de Rossini dans la reprise de la production de Luca Ronconi, puis elle retrouve les arènes de Vérone en juillet et août pour la reprise du Barbiere di Siviglia dans la production de Hugo de Ana.

### Années 2010
En 2009-2010, Annick Massis est à nouveau Eudoxie dans La Juive pour deux séries de représentations scéniques, une à Amsterdam pour ses débuts au DNO sous la direction de Carlo Rizzi, l’autre pour ses débuts à l’Opéra de Tel Aviv à l’invitation de Daniel Oren. Après des récitals à Paris, en Pologne et à Moscou, elle tient le rôle d’Ilia dans Idomeneo, re di Creta de Mozart pour le Regio de Turin.
En 2011, elle chante Lucia di Lammermoor à l'Opéra de Vienne. S'ensuivent Les Huguenots de Meyerbeer au Teatro Real de Madrid et Blanche de la Force dans Dialogues des carmélites de Francis Poulenc à l'Opéra de Séoul.
En janvier 2012, elle reprend le triple rôle du Feu, de la Princesse et du Rossignol dans L'Enfant et les Sortilèges de Ravel à l'Opéra de Monte-Carlo. En mars, elle chante Le Comte Ory à l'Opéra de Marseille et en avril-mai, La traviata à l'Opéra royal de Wallonie. En juin, elle est à Marseille pour assurer des master classes sur la thématique de Lucia di Lammermoor. En juillet, elle chante des extraits de Louise de Charpentier et de La sonnambula au festival Un violon sur le sable à Royan. Elle donne ensuite des master classes à l'Académie internationale d'été de Nice et termine sa saison estivale dans cette ville avec un récital au cloître du Cimiez dans un programme Debussy, Fauré, Hahn, Mozart, Bellini et Verdi.  En septembre, elle ouvre la saison des Matinées Vara au Concertgebouw d'Amsterdam avec Les Pêcheurs de perles sous la direction de Michel Plasson. En décembre, après avoir accepté d'être la marraine de la polyclinique du sein de l'institut Jean-Godinot à Reims, elle donne deux soirées de gala à l'Opéra de Reims dans un large répertoire mozartien.
En janvier 2013, elle retrouve les rôles du Feu, de la Princesse et du Rossignol dans L'Enfant et les Sortilèges à l'Auditorium de Lyon et salle Pleyel. En février, elle retrouve La sonnambula aux côtés de Celso Albelo à l'Opéra de Monte-Carlo. En mars, à l'invitation de Simon Rattle, elle prend part à l'ouverture du festival de Baden-Baden. Aux côtés de Magdalena Kožená et Nathalie Stutzmann, elle interprète la première dame de Die Zauberflöte de Mozart. En mai et juin, elle retrouve Les Pêcheurs de perles pour une nouvelle production de l'Opéra du Rhin à Strasbourg et Mulhouse. Elle clôt le mois de juin par deux rendez-vous concertistes : un programme belcantiste au théâtre d'Orléans dans des extraits de Rinaldo, Norma, La traviata, La sonnambula, Roméo et Juliette et La rondine, puis elle prend part au gala en hommage à la mezzo-soprano Teresa Berganza au Teatro Real de Madrid. Elle y chante un air de Semiramide. En juillet, à l'occasion des commémorations de l'année Verdi, elle donne au Festival d'été de Toulouse un récital entièrement consacré au compositeur italien : elle y interprète les deux airs de La traviata, la « Romance de Medora » dans Il corsaro, la « Prière d'Odabella » d’Attila, mais aussi pour la première fois un air de Leonora d’Il trovatore, des extraits de Giovanna d'Arco, d'I masnadieri ainsi que des pages de Alzira. Elle clôt sa saison avec ses débuts au Brésil à l'Opéra de São Paulo lors de deux concerts avec orchestre centrés sur Bellini (Norma, La sonnambula) et Verdi (La traviata, Il corsaro). En novembre, elle retrouve le rôle de Juliette dans Roméo et Juliette de Gounod à l'Opéra royal de Wallonie. En décembre, elle est de retour au Liceu de Barcelone pour la reprise de Cendrillon de Jules Massenet (rôle de la Fée) aux côtés de Joyce DiDonato et Ewa Podleś.
En janvier 2014, elle retrouve La sonnambula sous la direction de Daniel Oren toujours au Liceu de Barcelone. En avril 2014, dans un cadre caritatif, elle offre deux concerts à la Filature de Mulhouse et à l'Opéra-Comique à Paris autour du « Grand Opéra romantique français » aux côtés de Michael Spyres. Elle aborde des extraits de La Juive, Manon et ajoute à son répertoire l'air de Thaïs de Massenet ainsi que des extraits de Guillaume Tell de Rossini en vue de sa prise de rôle de Mathilde. 
Pour sa saison 2014-2015, Annick Massis reprend le rôle-titre de Manon de Massenet pour l'Opéra royal de Wallonie puis, en novembre, effectue la prise de rôle d'Anaï dans Moïse et Pharaon de Rossini à l'Opéra de Marseille. En janvier 2015, elle ajoute encore une figure majeure rossinienne, avec Mathilde dans Guillaume Tell d'abord pour l'Opéra de Monte-Carlo en version scénique puis au théâtre des Champs-Élysées à Paris. En mars 2015, elle chante le rôle de l'Infante dans Le Cid de Massenet pour son retour à l'Opéra Garnieraux côtés de  Roberto Alagna sous la baguette de Michel Plasson. La fin de la saison l'entend en récital avec Antoine Palloc à l'Opéra Bastille et à l'Opéra de Strasbourg, ainsi qu'au Théâtre antique d'Orange où, dans le cadre des Fêtes de la Musique, elle interprète des extraits de La sonnambula et Norma. Enfin, elle chante des mélodies Rachmaninov à Monaco. Après des récitals dédiés aux grandes courtisanes à Strasbourg et à Bastille, où elle aborde notamment la scène finale d'Anna Bolena de Donizetti, elle retrouve Lucia di Lammermoor sous la baguette de Jesús López Cobos à l'Opéra royal de Wallonie. La « Scène de la folie » est accompagnée par l'harmonica de verre. En février 2016, Massis ajoute une nouvelle prise de rôle avec Elle dans La Voix humaine de Francis Poulenc au Comunale de Florence, puis en mars, nouvelle prise de rôle avec Madame Chrysanthème de Messager à l'Opéra de Marseille. En mai, elle ajoute enfin Alaide, le rôle-titre de La straniera de Bellini, à son répertoire belcantiste au Concertgebouw d'Amsterdam.
Lors de la saison 2016-2017, elle fait ses débuts dans le rôle-titre de Maria Stuarda de Donizetti à l'Opéra de Marseille. En ouverture de saison 2017-2018, Annick Massis ajoute Hélène dans Jérusalem pour le Festival Verdi de Parme. En octobre, elle retrouve Daniela Barcellona à l'Opéra de Marseille pour Tancredi, partition qu'elles avaient partagée sur cette même scène 17 ans plus tôt. En décembre, elle chante à nouveau Elvira dans I puritani à l'Opéra de Monte-Carlo. 
En janvier et février 2019, elle ajoute une nouvelle figure emblématique du répertoire donizettien à son répertoire avec le rôle-titre de Lucrezia Borgia au Capitole de Toulouse. En juillet, elle chante Guillaume Tell de Rossini aux Chorégies d'Orange, sous la direction musicale de Gianluca Capuano et dans une mise en scène de Jean-Louis Grinda. En novembre, elle donne cinq représentations des Pêcheurs de perles à l'Opéra royal de Wallonie, sous la baguette de Michel Plasson. Elle clôt l'année avec un récital à Paris à l'instant Paname au côté d'Antoine Palloc.

### Années 2020
En février 2020, Annick Massis redonne La Voix humaine de Francis Poulenc au Capitole de Toulouse.
En juillet 2021, après 18 mois de pandémie de Covid-19, elle fête ses 30 ans de carrière scénique en concert au Capitole avec les Carmina Burana de Carl Orff. En février 2022, elle interprète à nouveau La Voix humaine salle Gaveau.
En juillet 2025, Annick Massis accepte de remplacer au pied levé, Roberta Alexander dans le second rôle de La Balayeuse dans Louise de Charpentier. Cela lui donne l'occasion de débuts tardifs au Festival d'Aix-en-Provence (spectacle télévisé et radiodiffusé). 

## Décorations
- Officier de l'ordre des Arts et des Lettres (2022)[4]

## Discographie

### Intégrales d'opéras
CD
- Bizet, Les Pêcheurs de perles, Orchestra del Teatro La Fenice, dir. Marcello Viotti, Dynamic
- Boieldieu, La Dame blanche, Ensemble Orchestral de Paris, dir. Marc Minkowski, EMI
- Donizetti, Elvida, London Philharmonic Orchestra, dir. Antonello Allemandi, Opera Rara
- Donizetti, Francesca di Foix, London Philharmonic Orchestra, dir. Antonello Allemandi, Opera Rara
- Ibert, Persée et Andromède, Orchestre Philharmonique de Strasbourg, dir. Jan Latham-Koenig, Avie
- Meyerbeer, Margherita d'Anjou, London Philharmonic Orchestra, dir. Antonello Allemandi, Opera Rara
- Mozart, Lucio Silla, Orchestra del Teatro La Fenice, dir. Tomas Netopil, Dynamic
- Rameau, Anacréon, Les Musiciens du Louvre, dir. Marc Minkowski, Archiv
- Ravel, L'Enfant et les Sortilèges, Berliner Philharmoniker, dir. Sir Simon Rattle, EMI
- Rossini, Matilde di Shabran, Orquesta Sinfonica de Galicia, dir. Riccardo Frizza, Decca
- Rossini, L'Inganno felice, Le Concert des Tuileries, dir. Marc Minkowski, Erato
- Rossini, Il barbiere di Siviglia, Orchestra dell'arena di Verona, dir. Claudio Scimone, Mirabilia
- Thomas, Mignon, Ensemble Orchestral Harmonia Nova, dir. Stéphane Denève, Accord

DVD
- Mozart, Lucio Silla, Orchestra del Teatro La Fenice, dir. Tomas Netopil, Dynamic
- Bizet, Les Pêcheurs de perles, Orchestra del Teatro La Fenice, dir. Marcello Viotti, Dynamic
- Rossini, Le Comte Ory, London Philharmonic Orchestra, dir. Andrew Davis, NVC Arts

### Collectif
- Donizetti, Vocal Teamwork, London Philharmonic Orchestra, dir. David Parry, Opera Rara
- Donizetti, The Young Donizetti, London Philharmonic Orchestra, dir. David Parry, Opera Rara
- Divers, Opera New Generation, Great Duets, Various orchestra, various directors, Virgin
- Pacini, Paventa Insano, London Philharmonic Orchestra, dir. David Parry, Opera Rara
- Pacini, Pacini Rediscovered, Philharmonia Orchestra, Academy of St Martin in the Fields, David Parry, Opera Rara
- Rossini, Duo d'amore, Orchestra della Svizzera Italiana, dir. Enrique Mazzola, Forlane
- Verdi, Stolen Notes, Parma Opera Ensemble, Michael Storrs Music
- Sogno Talor, London Philharmonic Orchestra, dir. David Parry, Opera Rara
- Night at the Opera, Various, Erato